# Filippo Spinelli
Filippo Spinelli (ur. w 1566 w Neapolu, zm. 25 maja 1616 tamże) – włoski kardynał.

## Życiorys
Urodził się w 1566 roku w Neapolu, jako syn Carla Spinelliego i Vittorii di Capui. Studiował w rodzinnym mieście, a następnie udał się do Rzymu, gdzie został klerykiem Kamery Apostolskiej. 22 kwietnia 1592 roku został wybrany tytularnym arcybiskupem Rodos i biskupem koadiutorem Petilia Policastro, a 6 maja przyjął sakrę. Sześć lat później został nuncjuszem apostolskim przy cesarzu, a w 1603 roku zsukcedował diecezję Policastro. Rok później został wicelegatem w Ferrarze i zrezygnował z nuncjatury. 9 czerwca 1604 roku został kreowany kardynałem prezbiterem i otrzymał kościół tytularny San Bartolomeo all’Isola. W 1605 roku przeniesiono go do diecezji Aversa. Zmarł 25 maja 1616 roku w Neapolu.